# Mansour Al-Shammari
Mansour Al-Shammari (ur. 21 sierpnia 2000 w Rijadzie) – saudyjski piłkarz, grający na pozycji obrońcy w Al-Hazem oraz młodzieżowej reprezentacji Arabii Saudyjskiej.

## Kariera klubowa
Jest wychowankiem klubu Al-Nassr, a 2 lutego 2000 podpisał kontrakt z seniorską drużyną. W październiku 2020 został wypożyczony na jeden sezon do Al-Tai. Od stycznia 2023 grał na półrocznym wypożyczeniu w Al-Ahli Dżudda, a w sierpniu 2023 został wypożyczony do Al-Hazem na kolejny rok.